# Iglesia parroquial de la Purísima Concepción (Trebujena)
La parroquia de la Purísima Concepción es el templo más grande e importante de Trebujena, provincia de Cádiz, Andalucía. El edificio se encuentra situado en la plaza España, conocida popularmente como plaza del Ayuntamiento. La parroquia ha sufrido numerosas modificaciones a lo largo de la historia. 

## Historia
La creencia popular considera que los orígenes del edificio se remontan a la Trebujena bajo dominio árabe. La estructura de la planta tiene origen en una construcción del siglo XVII, conservando elementos como la Puerta del Perdón (1620).
El edificio se sometió a una completa renovación entre finales del siglo XVIII y principios del siglo XIX. En su interior destacan varios altares e imágenes, así como el tesoro parroquial, con objetos de gran valor artístico.
La iglesia consiste de una planta rectangular dividida en tres naves. La nave principal es más alta y ancha que las laterales: la puerta principal a los pies de la parroquia y una puerta lateral en la nave de la epístola. La nave es una bóveda de medio cañón con arcos transversales resaltados como refuerzo y decoración, que comienzan en cada uno de los cinco pares de pilares que soportan el peso del tejado. Las naves laterales están cubiertas con bóvedas ojivales. Los pilares están por una terminación con triángulos colgantes por los arcos resaltados. 
Además de las tres naves, la Parroquia de la Purísima Concepción contiene dos capillas anexionadas a la edificación, la capilla lateral y la capilla del Bautismo, así como una torre construida en 1717. En el subsuelo de la nave principal hay una tumba para enterramientos a la que se puede acceder a través de una gran lápida situada en el centro de la iglesia.
En frente de la nave principal encontramos una cúpula semicircular sostenida sobre estípites. En el centro de la cúpula, para permitir el acceso de la luz al altar mayor, se encuentra una pequeña cúpula.
Regresando al interior, encontramos un barroco crucificado, escultura de Gaspar Ginés de 1636. El retablo donde se sitúa es de gran dimensión con una sola calle, enmarcado por dos estípites y coronada por dos capiteles corintios. El retablo se divide en dos cuerpos: en el superior aparece en altorrelieve tallada una imagen con dos señas iconográficas del Creador.
El segundo trabajo es una escultura en madera policromada que representa a la virgen con el niño: Nuestra Señora del Rosario de Gaspar del Águila (1579). Sus características especiales pueden ser enmarcadas dentro del renacimiento temprano.
En la iglesia podemos ver dos retratos que se sitúan a ambos lados de la puerta del perdón que representan a la Virgen del Perdón y la resurrección de Lázaro.